# Sachsenerz Bergwerksgesellschaft mbH
Die Sachsenerz Bergwerksgesellschaft mbH war eine landeseigene Bergbaugesellschaft, gegründet mit dem Ziel der Wiederaufnahme des Erzbergbaus in Sachsen.

## Vorgeschichte
Aufgrund der mangelnden Weltmarktfähigkeit des sächsischen Erzbergbaus waren nach dem Ersten Weltkrieg zahlreiche Erzbergwerke stillgelegt worden. Förderten im Jahr 1920 1206 Bergleute noch 11.360 t Erz, waren es 1930 nur noch 202 Beschäftigte, die 4.570 t Erz förderten. Die letzten Gruben betrieben Raubbau und standen vor der endgültigen Schließung. Der Tiefpunkt war 1933 mit 140 Beschäftigten und einem Ausbringen von 322 t Erz erreicht. Mit dem Erlass des Deutschen Lagerstättengesetzes vom 4. Dezember 1934 begann der Aufschwung im Bergbau. Geschuldet war dieser Erlass den Autarkiebestrebungen des Deutschen Reiches. Das Land Sachsen hatte aus den Erfahrungen des Ersten Weltkrieges heraus schon 1923 begonnen, im Freien liegende Grubenfelder zu muten. Hintergrund war die Schaffung einer Erzbasis für geplante oder schon bestehende staatliche Betriebe und die Verhinderung von Spekulationen mit Grubenfeldteilen. Bis 1931 wurden so, zusätzlich zu den in staatlichen Besitz befindlichen Grubenfeldern des Freiberger und Brand-Erbisdorfer Reviers, weitere 64 Grubenfelder gemutet. Außer kleineren Untersuchungsarbeiten fand in diesen Feldern kein Betrieb statt. Ab 1936 wurde die Mutung von Grubenfeldern verstärkt und erreichte 1938 100 Felder.
Am 13. Juli 1933 reichte das sächsische Finanzministerium bei der Reichsregierung eine Studie ein, die konkrete Vorschläge zur Wiederaufnahme des Erzbergbaus im Erzgebirge und die Erschließung neuer Lagerstätten enthielt. Der Schwerpunkt der Arbeiten lag auf der Erkundung von Zinn-Wolfram-Molybdän-Lagerstätten.
1934 wurde mit den Untersuchungsarbeiten in 3 ausgewählten Grubenfeldern begonnen. Am 24. April Zinnbergbau Oelsnitz im Vogtland, am 3. Mai Gabe Gottes Stolln in Eibenstock und am 20. Juli Vereinigt Zwitterfeld Fundgrube in Zinnwald. Daneben wurden 7 weitere Betriebe staatlich gefördert. 1936 wurden die Untersuchungsarbeiten in den Feldern der Grube Tannenberg bei Klingenthal, der Kupfergrube Sadisdorf, dem Zschorlauer Bergsegen und der Ehrenfriedersdorf  Vereinigt-Feld-Fundgrube aufgenommen. Am 23. September 1936 wurde die Gewerkschaft Zinnwalder Bergbau Altenberg in das Handelsregister des Amtes Lauenstein/Sa. eingetragen. Die Gewerkschaft übernahm die Bergbaurechte im Grubenfeld der Vereinigt-Zwitterfeld-Fundgrube in Zinnwald. Zum Jahresende wurden die Untersuchungsarbeiten im Gabe Gottes Stolln in Eibenstock ergebnislos eingestellt. Die Zahl der Beschäftigten war im März 1936 auf 107 Personen gestiegen.

## Gründung
Am 4. September 1936 wurde per Vertrag die seit 1924 stillliegende Grube der Ehrenfriedersdorf Vereinigt Feld Fundgrube Bergwerksgesellschaft mbH in Ehrenfriedersdorf unentgeltlich mit allen Rechten auf das Land Sachsen übertragen. Am 9. Februar 1937 genehmigte Hermann Göring einen Vorschuss von 305.500 RM zur Erkundung des Grubenfeldes. Am 7. September machte Göring in einem Schreiben an die Landesregierung weitere Fördermittel von dem Zusammenschluss der sechs landeseigenen Erzbergbaubetriebe abhängig.
Am 8. September 1937 fasste das Land Sachsen den Beschluss, die Ehrenfriedersdorf Vereinigt Feld Fundgrube Bergwerksgesellschaft mbH in Ehrenfriedersdorf in Sachsenerz Bergwerksgesellschaft mbH umzubenennen und den Sitz nach Freiberg zu verlegen. Die Gesellschaftsanteile der Ehrenfriedersdorf Vereinigt Feld Fundgrube Bergwerksgesellschaft mbH in Ehrenfriedersdorf wurden der Gemeinde Ehrenfriedersdorf abgekauft.
Am 29. September 1937 wurde die Sachsenerz Bergwerksgesellschaft rückwirkend zum 1. August 1937 gegründet und am 16. Oktober 1937 in Freiberg in das Handelsregister eingetragen. Das Grundkapital betrug 44.300 RM. Die Vermögenswerte, einschließlich aller Grundstücke und Bergbaurechte (insgesamt 5152 Maßeinheiten) der sechs Erzbergbaubetriebe, wurden der Gesellschaft übertragen. Hans Junker wurde zum alleinigen Geschäftsführer bestimmt. Das Land Sachsen hatte bis zum 31. Juli schon 705.576,65 RM in die Betriebe investiert. Der Finanzbedarf der Gesellschaft wurde auf 5.635.000 RM beziffert.
Über die Aufnahme der Gertrud Fundgrube in Tirpersdorf und der Himmelfahrt Fundgrube in Freiberg in die neue Gesellschaft sollte zu einem späteren Zeitpunkt entschieden werden.

## Verwaltungsstruktur
Gegenstand des Unternehmens war:
- Der Erwerb und die Ausbeutung von Bergbaurechten,
- der Bau von Betrieben und Anlagen zur Ausbeutung der Bergbaurechte und zur  Verarbeitung der gewonnenen Erzeugnisse,
- der Erwerb und die Angliederung anderer Bergbauunternehmen und Hüttenbetrieben, sowie Hilfs- und Nebenbetriebe und Beteiligung an solche Unternehmen und
- der Handel mit Gruben- und Hüttenerzeugnissen sowie mit Erzeugnissen der Nebenbetriebe.

Finanziert wurde das Unternehmen durch Vorschüsse des sächsischen Staates. Weiterhin wurde die Förderung bestimmter Erze im Förderprämienverfahren subventioniert.
Das Land Sachsen war alleiniger Eigentümer der Gesellschaft.
Vorstand:
- Bergdirektor Hans Junker, Freiberg
kaufmännischer Direktor:
- E. Brockhaus, Freiberg
Prokura:
- E. Brockhaus, Freiberg
Der Sitz der Gesellschaft befand sich in der Freiberger Claußallee 6.
Die Mitgliedsbetriebe der Sachsenerz Bergwerksgesellschaft mbH wurden von dieser vorerst als reine Untersuchungsbetriebe geführt und von der Bergwirtschaftsstelle in ihrer Entwicklung und dem weiteren Ausbau überwacht. Unter der Maßgabe der schnellen Aufnahme der Förderung wurde schon im Stadium der Auffahrung und Untersuchung das erste Erz gefördert.
Die Belegschaftsstärke stieg von 201 Beschäftigten im Jahr 1937 auf 782 Beschäftigte im Jahr 1941. Obwohl kriegswichtige Betriebe, zu denen auch die Bergbaubetriebe gehörten, anfänglich von Einberufungen verschont waren, mussten auch sie im Verlaufe der letzten 4 Kriegsjahre Beschäftigte zum Kriegsdienst abstellen. Ersetzt wurden diese durch Ostarbeiter, Kriegsgefangene, und Zwangsarbeiter.

## Mitgliedsbetriebe
- Ehrenfriedersdorf Vereinigt Feld Fundgrube (Zinn, Wolfram)

Die Grube gehörte der Ehrenfriedersdorf Vereinigt Feld Fundgrube Bergwerksgesellschaft m.b.H. Vorstandsvorsitzender war der Dresdner Oberverwaltungsgerichtsrat G. H. Krüger. Sein Stellvertreter war der Ehrenfriedersdorfer Bürgermeister Becker. Geschäftsführer war Anton Lieberwirth. Nach der Übernahme der Gesellschaft durch das Land Sachsen im November 1936 wurde Przybylski als Betriebsleiter eingesetzt. 1939 wurden mit 138 Beschäftigten die ersten 19.780 t Erz gefördert.
- Zinnbergbau Oelsnitz im Vogtland (Zinn)

Das Grubenfeld wurde im September 1933 durch das Land Sachsen gemutet. Am 1. August 1937 wurde die Grube von der Sachsenerz übernommen. Betriebsleiter war Ernst Meyer. Im Februar 1939 wurde der Sachsenerz das staatliche Grubenfeld übertragen. Die Arbeiten wurden nach umfangreichen Untersuchungsarbeiten, in deren Folge 5.192 t Erz gefördert wurden, Mitte 1939 eingestellt. Die höchste Belegschaftszahl betrug im Jahr 1937 46 Personen.
- Grube Tannenberg bei Klingenthal (Zinn)

Eigentümer war die Sächsisch-Böhmische Zinnbergbau AG von 1922 mit Sitz in Plauen. Dieser wurden im August 1934 die Bergbaurechte entzogen. Im Juli 1936 wurde die Grube vom Land Sachsen gemutet. Betriebsbeginn war im Dezember 1936. Als Betriebsleiter war Ernst Meyer eingesetzt. Zum 1. August 1937 wurde die Grube von der Sachsenerz übernommen und ab 1938 Wilhelm Schievelbusch als Betriebsleiter eingesetzt. 1939 wurden mit 36 Beschäftigten die ersten 3.817 t Erz gefördert.
- Kupfergrube Sadisdorf (Zinn, Wolfram)

Eigentümer der Kupfergrube war seit Oktober 1935 Frl. M. Müller und Genossen mit Sitz in Aussig. Im Januar übernahm das Land Sachsen die Grube. Ab dem 1. August 1937 wurde die Grube von der Sachsenerz übernommen. 1938 wurde der Betriebsleiter Saller durch Wilhelm Schievelbusch abgelöst. 1937 wurden mit 32 Beschäftigten die ersten 1.915 t Erz gefördert.
- Zschorlauer Bergsegen (Wolfram)

Im April 1935 mutete das Land Sachsen in Zschorlau das Grubenfeld Zschorlauer Bergsegen. 1937 wurde der Untersuchungsbetrieb aufgenommen. Ab dem 1. August 1937 wurde die Grube von der Sachsenerz übernommen. Als Betriebsleiter wurde Obersteiger Reineck eingesetzt. Im März 1938 wurde das Grubenfeld mit dem Grubenfeld Dodos Glück in Schneeberg vereinigt. 1937 wurden mit 56 Beschäftigten die ersten 500 t Erz gefördert.
- St. Christoph Fundgrube in Breitenbrunn (Eisen-Zink-Arsen-Zinnerz)

Eigentümer der Grube war die Papierfabrik Kübler & Niethammer in Kriebstein. Die in Fristen liegende Grube wurde im Februar 1937 vom Land Sachsen übernommen. Im März 1937 wurde der Betrieb aufgenommen. Als Betriebsleiter wurde Wilhelm Schievelbusch eingesetzt. Am 1. August wurde die Grube von der Sachsenerz übernommen. Im Februar wurde die St. Christoph Fundgrube mit der benachbarten St. Richard Fundgrube vereinigt. 1937 wurden mit 19 Beschäftigten die ersten 100 t Erz gefördert.
- Himmelfahrt Fundgrube Freiberg (Blei, Zink)

Das Grubenfeld der Himmelfahrt Fundgrube war seit 1886 Eigentum des Landes Sachsen. Die Bergakademie Freiberg nutzte den im Revier liegenden Schacht der Reichen Zeche als Lehrgrube. Am 17. September erging der Befehl des Ministers für Wirtschaft und Arbeit zur Wiedereröffnung der Himmelfahrt Fundgrube. Am 26. Oktober begannen die Arbeiten. In zwei Verträgen vom 17. September 1938 und 1. Dezember 1938 wurde die Himmelfahrt Fundgrube und anliegende Grubenfelder der Sachsenerz übertragen. Am 1. Dezember 1938 erfolgte die Eintragung der neuen Besitzverhältnisse im Freiberger Amtsgericht.
Am 1. April 1938 erfolgte die Übergabe an die Sachsenerz. Als Betriebsleiter wurde Walther Kissing eingesetzt. Zum Zeitpunkt der Übernahme waren 127 Personen auf der Grube beschäftigt.

## Auslandsaktivitäten
Die Möglichkeiten der Sachsenerz, in ausländische Bergbauunternehmen einzusteigen oder selber Tochterfirmen im Ausland zu etablieren, war sehr gering. Die im Abbau befindlichen Vorkommen waren aufgeteilt. Es blieben nur bisher nicht verliehene unrentable Vorkommen, die auf Grund ihrer Größe bisher nicht beachtet worden waren. Weiterhin waren es Vorkommen, die teilweise seit mehreren hundert Jahren nicht mehr betrachtet wurden. Auf dem Gebiet des Bergbaus auf Zinn, Wolfram und Molybdän musste sie das Feld der landeseigenen Gewerkschaft Zinnwalder Bergbau überlassen.

### Spanien
Aus einer Niederschrift aus dem Jahr 1943 wird deutlich, das die Möglichkeiten der Sachsenerz, in Spanien Bergbau zu treiben oder sich daran zu beteiligen, gering waren. Alle relevanten Vorkommen befanden sich bereits im Besitz von anderen Unternehmen. Im Freien liegende Felder waren entweder Mikrovorkommen oder nicht untersucht. Selber tätig zu werden, war durch die spanische Gesetzgebung nicht möglich. Es durften nur rein spanische Unternehmen im Land tätig werden. Die einzige Möglichkeit, in Spanien Fuß zu fassen bestand über einen Vertrag mit der Rohstoff- und Wareneinkaufsgesellschaft mbH (ROWAK) in Berlin. Diese regelte alle Geschäfte mit Spanien. Das Reichswirtschaftsministerium untersagte jeden privaten Import aus Spanien ohne Beteiligung der ROWAK. Die ROWAK verlangte dafür zwei bis drei Prozent des Umsatzes. Die ROWAK besaß 1938 in Spanien 135 Bergbaurechte. Als Clearing-Instanz zur ROWAK fungierte in Spanien die Holding Sociedad Financiera e Industrial Limitada (SOFINDUS). Über diese Firma liefen alle Kontakte mit den spanischen Unternehmen. Weiterhin waren die spanischen Bergbauprodukte gegenüber den deutschen Produkten zu teuer. Zinn kostete das drei- bis vierfache. Auf Wolfram musste eine Ausfuhrsteuer von 100.000 Peseten (30.000 RM) je Tonne bezahlt werden. Die Ausfuhr von Wismut war verboten und der Handel mit Kobalt war der Vereinigung Deutscher Kobalterzeuger vorbehalten. Weiterhin wurde der Gedanke erörtert, die geförderten Flussspat-Bleiglanz-Zinkblende-Mischerze aus der Lagerstätte Osor in der Provinz Girona sowie der Lagerstätte Sant Cugat del Vallès-El Papiol in der Provinz Barcelona in der nicht ausgelasteten Aufbereitungsanlage von Halsbrücke aufzubereiten. In Bezug auf den Bergbau auf Bleierze hatte man über die SOFINDUS einen Beratervertrag mit der Compañía Minera Montañas del Sur (Montanas) über die Gruben La Mineras bei Linares abgeschlossen. Hier kam es auch zur Lieferung von Ausrüstungsgegenständen. Allerdings stellte man in einem Schreiben vom 7. Juli 1944 fest, dass sich MONTANAS – SOFINDUS in keiner Weise an die getroffenen Vereinbarungen halten.

### Tirol/Südtirol
Ursprünglich bestand der Plan der Gründung einer Erzbergbaugesellschaft durch die Sachsenerz und den Gau Tirol. Dazu sollte der bestehende Grubenbetrieb Schneeberg Tirol und die im Freien liegenden Felder Kalesberg/Trient, Tösens, Kitzbühel, sowie der durch den Gau Tirol gepachtete Bergbau in Schwaz und der Untersuchungsbetrieb der Tiroler Erzbergbau GmbH auf der Alpeiner Scharte in die neue Gesellschaft eingebracht werden. Diese Pläne wurden allerdings nie in die Tat umgesetzt.
- Schneeberg Tirol (Blei, Zink)

Der durch die Societá Anonima Imprese Minerarie Trentine (SAIMT) betriebene Bergbau wurde im Mai 1931 eingestellt. Im Herbst 1937 wurde der Betrieb durch die SAIMT wieder aufgenommen. 1940 gab das Unternehmen seine Geschäftstätigkeit auf und übertrug die Rechte an die am 19. Februar 1932 in Rom gegründete Azienda Minerali Metallici Italiana (AMMI). Nach dem Waffenstillstand am 8. September 1943 verließ ein Großteil der italienischen Bergleute die Grube, zurück blieben nur 109 Bergleute. Am 29. Juni 1944 betraute SS-Oberführer Hans Georg Bilgeri, Stellvertreter des Obersten Kommissars für die Operationszone Alpenvorland Franz Hofer, die Sachsenerz mit der kommissarischen Leitung des Bergwerkes. Trotz Prämien und Sonderverpflegungen gelang es nicht, den Bestand an Arbeitskräften in größerem Maßstab aufzustocken. In der Zeit vom 15. Juli bis 5. Oktober wurden Konzentrate mit einem Inhalt von 430,5 t Blei und 1427,3 t Zink geliefert. Während das Zinkkonzentrat an die Berliner Montangesellschaft mbH geliefert und in einer Hütte in Schlesien verhüttet wurde, ging das Bleikonzentrat an die Blei- und Silberhütte Braubach.
- Tösens (Blei, Silber)

Der Bergbau in Tösens wurde 1910 eingestellt. Ein letzter Versuch, den Bergbau wieder zu aktivieren fand 1924 statt. Der Geologe Georg Mutschlechner war überzeugt, dass eine Wiederaufnahme des Bergbaus, trotz hoher Erschließungskosten, gerechtfertigt ist. Die zuletzt aufbereiteten Bleikonzentrate enthielten neben 52 % Blei auch 1000 Gramm Silber pro Tonne.
- Kitzbühel (Kupfer)

Der Bergbau in Kitzbühel verteilt sich auf mehrere Felder; Röhrerbühel, eingestellt 1774, Schattberg, Sinnwell und Kelchalpe, mittelalterlich, Kupferplatte eingestellt 1926.
- Kalesberg Trient (Blei, Silber)

Mittelalterliches Bergbaugebiet nördlich von Trient. Bergbau findet nicht statt.
- Schwaz (Kupfer, Silber)

Der Bergbau wurde im November 1932 eingestellt. Im Mai 1938 wurde der Betrieb durch den Gewerkschaftlichen Schwazer Bergbauverein wieder aufgenommen. Zu einer Aufnahme des Förderbetriebes ist es nicht gekommen 1943 waren 48 Bergleute mit Untersuchungs- und Aufschlussarbeiten beschäftigt. Im Mai 1944 wurde das Bergwerk vom Jägerstab übernommen und zur Verlagerung des Flugzeugwerkes Kematen ausgebaut.
- Alpeiner Scharte (Molybdän)

1941 begann die Treibacher Chemische Werke AG mit Sitz in Treibach in Kärnten mit der Erkundung der bei 2850 m ü. A. liegenden Lagerstätte. Am 17. Januar 1942 wurde die Tiroler Erzbergbaugesellschaft m.b.H. mit Sitz in St. Jodok am Brenner von der Treibacher Chemischen Werke AG gegründet. Sie ist hundertprozentiger Eigentümer der Bergwerksgesellschaft. Diese Gesellschaft sollte das Vorkommen untersuchen und aufschließen. Am 2. /17. Mai 1943 schloss die Sachsenerz Bergwerksgesellschaft m.b.H. mit Sitz in Freiberg mit der Treibacher Chemische Werke AG einen Beratervertrag zur Untersuchung und Abbau der Molybdänlagerstätte an der Alpeiner Scharte ab. Dieser Vertrag trat rückwirkend zum 1. Januar 1943 in Kraft. Die Sachsenerz entsendet einen Vertreter in den Aufsichtsrat der Treibacher Chemische Werke AG. Um sich die Verarbeitung eines Teils des gewonnenen Molybdäns zu sichern, wurde am 18. August 1943 in Innsbruck ein weiterer Vertrag zwischen den beiden Firmen unterzeichnet. Er beinhaltet die Übernahme von 10 Prozent der 100.000 RM betragenden Stammeinlage der Tiroler Erzbergwerksgesellschaft m.b.H. durch die Sachsenerz Bergwerks m.b.H. Die gewonnenen Erzkonzentrate werden nach dem Verhältnis der Beteiligung geliefert.

### Bulgarien
- Momtschilgrad

Eine Blei-Zink Lagerstätte. 1943/44 wurden Untersuchungen durchgeführt. Zu einer Beteiligung an der Lagerstätte ist es nicht gekommen. (41° 31′ 45,5″ N, 25° 24′ 23″ O)
- Tsar Asen

Eine Blei-Kupferkies-Fahlerz Lagerstätte. Besitzer war ein P. Ghennadieff aus Sofia. Zwischen 1941 und 1944 wurden Untersuchungen durchgeführt und Verhandlungen zur Erlangung einer Konzession aufgenommen. (42° 21′ 25″ N, 24° 20′ 31,7″ O)
- Eliseyna

Die Kupfergrube Plakalnitza gehörte der Société Minière et Industrielle de Plakalnitza, Paris. 1940 kaufte der bulgarische Staat die Grube. 1942/43 wurde über einen Optionsvertrag verhandelt. (43° 4′ 37,2″ N, 23° 29′ 30,5″ O)
- Kirka

Nach der Annexion Westthrakiens durch Bulgarien 1942 schloss die Thrazische Bergbau AG mit der Unterstützung des OKW mit der bulgarischen Regierung ein Abkommen, wonach ihr das gesamte Gebiet auf die Dauer von 2 Jahren zugesprochen wurde. Die Blei-Zinkerzgrube in Kirka wurde durch die Afrika Bergbau Dr. F. A. Zoellner & Co. KG, Berlin-Wilmersdorf, betrieben. Die Sachsenerz versuchte 1943 bis 1945 in Verhandlungen mit der Thrazischen Bergbau AG eine Beteiligung an der Grube zu erlangen. (40° 58′ 33,7″ N, 25° 47′ 30,5″ O)

### Norwegen
- Bleikvassli

Die Blei-Zink Lagerstätte westlich von Røssvatnet wurde 1917 entdeckt. Erste Untersuchungen fanden 1928/29 statt. 1944 wurde der Versuch unternommen, sich an den Untersuchungen zu beteiligen. (65° 55′ 7,2″ N, 13° 52′ 13,2″ O)
- Rødberg

Im Gebiet von Nore gab es mehrere Kupfergruben. Die erste Erwähnung stammt aus dem Jahr 1687. 1943 wurde über einen Optionsvertrag verhandelt.
(60° 17′ 59,5″ N, 8° 32′ 24,3″ O)
- Svartdal

Die Bleka-Grube baute auf Wismut und Gold. Das französische Bergbauunternehmen Compagnie Francaise des Mines de Bamble betrieb von 1882 bis 1901 Bergbau. Danach wurde die Grube an norwegische Interessenten verpachtet. 1933 wurde die Aktiengesellschaft A / S Bleka Gruber gegründet. Am 27. April 1943 befuhr Bergdirektor Hans Hake im Auftrag der Sachsenerz die Grube. Das Ergebnis war ernüchternd. Trotzdem übernahm die Sachsenerz auf eigene Kosten eine gründliche Untersuchung der Lagerstätte und hielt sich in einem Vertrag sämtliche Optionen auf die Lagerstätte offen.
(59° 35′ 6,7″ N, 8° 33′ 22″ O)
- Toreby / Varteig

Untersuchung einer Wismut-Molybdän Lagerstätte. (59° 20′ 59,4″ N, 11° 11′ 39,3″ O)
- Røros

Die Kupferlagerstätte des Feragen-Kromgruve-Feldes wurde seit 1664 abgebaut. 1945 waren 11 Gruben im Betrieb. Des Weiteren wurden hier bis zum Ende des Ersten Weltkrieges mehrere kleine Chromitvorkommen abgebaut. Im Auftrag des Reichsamtes für Bodenforschung begann die Metallgesellschaft AG Frankfurt 1944 mit der Aufwältigung von zwei Chromitgruben. (62° 29′ 36,7″ N, 11° 51′ 51,1″ O)

### Rumänien
- Almăşel – Porcurea

Ein Vorkommen von Kupfererzen im Apuseni-Gebirge im Besitz der Societ Miniere Almasel-Porcurea. Mit dem Unternehmen wurde ein Pachtvertrag über das Vorkommen abgeschlossen.
(46° 5′ 39,9″ N, 22° 26′ 12,9″ O)
- Baia de Arieş

Die Lagerstätte Baia de Arieș im Apuseni-Gebirge weist eine komplexe polymetallische Vererzung von Gold, Kupfer, Blei und Zink auf.
(46° 22′ 47,8″ N, 23° 16′ 55,6″ O)
- Băița

Eine Lagerstätte im Apuseni-Gebirge die 1943/44 untersucht wurde. Neben der Blei-Zink-Vererzung traten auch Molybdän und Wismuterze auf. (46° 1′ 59,9″ N, 22° 53′ 29,2″ O)
- Brusturi

Eine polymetallische Lagerstätte mit Kupfer, Blei, Zink, Nickel, Kobalt und Molybdän im Apuseni-Gebirge. Diese wurde 1943 untersucht. (46° 20′ 47,1″ N, 22° 53′ 14,1″ O)
- Muncelu Mic

Eine Blei-Zink-Lagerstätte im Poiana-Ruscă-Gebirge. (45° 50′ 51,6″ N, 22° 43′ 54,3″ O)

### Griechenland
- Plaka

Die Lagerstätte in der Region Lavrion besteht aus einem Blei-Zink-Kupfer-Skarn mit wismut- und nickelführenden Erzgängen. Eine Untersuchung fand 1943/44 statt. (37° 45′ 47,1″ N, 24° 1′ 23,6″ O)

### Serbien
- Trepča

In der Region Trepča gibt es mehrere größere Lagerstätten. Vorherrschend ist eine Blei-Zink-Silber-Vererzung. Daneben treten auch Nickel- und Kobalterze auf. Ein Großteil der Gruben gehörte der Selection Trust Company in London. 1940 versuchte die Deutsche Revisions- und Treuhand AG die Gruben zu kaufen. Dazu kam es aber nicht, da die Gruben im April 1941 unter die kommissarische Verwaltung der deutschen Besatzungsbehörden gestellt wurden. So waren auch die Bemühungen der Sachsenerz zwischen 1940 und 1943 erfolglos. (42° 56′ 22,6″ N, 20° 55′ 21,6″ O)
- Avala

Am Avala-Berg bei Beli Potok befinden sich mehrere kleine Cinnabarit-Lagerstätten. Die Sachsenerz führte hier zwischen 1940 und 1943 Untersuchungen durch. (44° 41′ 39,9″ N, 20° 31′ 1,5″ O)

### Polen
Im Gebiet von Kattowitz gab es mehrere Blei-Zink-Gruben. Die Grube Boleslaw bei Sosnowitz wurde von der Sosnowiecer Bergbaugesellschaft und die Grube Ulysses bei Dombrowa durch die Französisch-Russische-Bergbau-Gesellschaft betrieben. Im Jahr 1941 erwarb die Ostdeutsche Erz- und Metallhandelsgesellschaft mbH die Gruben. Die Sachsenerz, die ebenfalls Interesse an den Gruben bekundete, ging zunächst leer aus. Nach einer Auflage des Reichswirtschaftsministers musste die Metallhandelsgesellschaft allerdings aus diesen Gruben Bleierze an die Sachsenerz liefern.

### ČSR
- Brettmühl

Zwischen 1941 und Januar 1945 versuchte die Sachsenerz die Bergbauberechtigung für die Grubenfelder der Anna-Zeche und der Michaelis-Zeche in Brettmühl zu erlangen.

## Übertragung des Kapitals in eine Aktiengesellschaft
In einem Verschmelzungsvertrag vom 22. September 1944 wurde das Kapital der Sachsenerz Bergwerksgesellschaft mbH auf die Zwitterstocks AG in Altenberg übertragen.
Am 18. September 1948 beantragte die VVB Buntmetalle Freiberg beim Amtsgericht Ehrenfriedersdorf die Löschung der Sachsenerz Bergwerksgesellschaft mbH im Grundbuch Ehrenfriedersdorf. Eingetragen wurde auf dieses Grundbuchblatt: Eigentum des Volkes, vertreten durch die VVB Buntmetalle Freiberg.